# Bombaški napad u Jolu
Bombaški napad na Katedralu Gospe Karmelske u gradu Jolu na jugu Filipina predstavlja jedan od niza terorističkih napada boraca Islamske države na katoličku manjinu na području separatističke autonomne pokrajine Islamskog Mindanaa. U napadu bombama amonijeva nitrata ručne izrade 27. siječnja 2019. poginulo je dvadeset, a teže i lakše ozlijeđeno stotinu i dvoje ljudi, većinom civila.
Napad se odvio samo tjedan dana nakon referenduma o proširenju i jačanju neovisnosti islamske samouprave na Mindanau i okolnim otočjima, među kojima je i otočje Sulu čije je Jolu upravno središte, ali i uporište Islamske države na Filipinima. Unatoč tome, otočje Sulu jedino je koje je premoćno glasalo protiv referendumskog prijedloga, što je djelomično, uz političku i upravnu nestabilnost i motiviralo napad.
Skupina od šestero napadača koristila se sličnim načinom napada, kao i u bombaškom napadu na turističko naselje na Baliju 2002. godine, aktivirajući bombe ručne izrade pomoću mobitela kao detonatora.
Narednoga dana mjesto napada posjetio je i filipinski predsjednik Rodrigo Duterte, a napad su osudili čak i islamski separatistički borci Nacionalne fronte za oslobođenje Islamskog Mindanaa smatrajući ga nepotrebnim nasiljem, kao i brojne međunarodne organizacije (EU, UN, Svjetska banka...) te vlade mnogih država. Vlade Mađarske i Kine ponudile su višemilijunsku novčanu pomoć obiteljima žrtava.